# Tectaria brooksii
Tectaria brooksii är en ormbunkeart som beskrevs av Edwin Bingham Copeland. Tectaria brooksii ingår i släktet Tectaria och familjen Tectariaceae. Inga underarter finns listade.